# Boudy-de-Beauregard
Boudy-de-Beauregard ist eine französische Gemeinde mit 397 Einwohnern (Stand 1. Januar 2022) im Département Lot-et-Garonne in der Region Nouvelle-Aquitaine (vor 2016: Aquitanien). Die Gemeinde gehört zum Arrondissement Villeneuve-sur-Lot und zum Kanton Le Haut Agenais Périgord.
Die Einwohner werden Boudiens und Boudiennes genannt.

## Geographie
Boudy-de-Beauregard liegt ca. 15 km nördlich von Villeneuve-sur-Lot in der historischen Provinz Agenais.
Umgeben wird Boudy-de-Beauregard von den fünf Nachbargemeinden:
|         | Saint-Eutrope-de-Born                       |             |
| Cancon  | Kompassrose, die auf Nachbargemeinden zeigt | Monflanquin |
| Beaugas | Castelnaud-de-Gratecambe                    |             |

Boudy-de-Beauregard liegt im Einzugsgebiet des Flusses Garonne.
Der Cluzelou, ein Nebenfluss der Lède, durchquert das Gebiet der Gemeinde zusammen mit seinen Nebenflüssen,
- der Rètge,
- dem Frayssinet,
- dem Parrel, der in Boudy-de-Beauregard entspringt, und
- dem Ruisseau d’Expérincoux.[2]

## Geschichte
Archäologische Funde belegen die Besiedelung des Gemeindegebiets seit der Römerzeit. Während des Mittelalters und der Neuzeit trug die Pfarrgemeinde den Namen ihrer Kirche, Saint-Sulpice de Caillac. Der Ausdruck „Beauregard“ tauchte im 18. Jahrhundert in den Schriften auf und verdrängte in der Folge den ursprünglichen Namen. Analog verdrängte „Boudy“ den Namen der zweiten Pfarrgemeinde, Sainte-Blaise des Monts. Beide Pfarrgemeinden wurden vor 1806 vereinigt. 1968 erhielt die Gemeinde ihren heurigen Namen. Zwischen 1972 und 1979 war Boudy-de-Beauregard zwischenzeitlich zusammen mit Saint-Maurice-de-Lestapel in die Nachbargemeinde Cancon eingegliedert.

## Einwohnerentwicklung
Nach Beginn der Aufzeichnungen stieg die Einwohnerzahl bis zur ersten Hälfte des 19. Jahrhunderts auf einen Höchststand von rund 470. In der Folgezeit sank die Größe der Gemeinde bei kurzen Erholungsphasen bis zu den 1950er Jahren auf rund 205 Einwohner, bevor eine Phase mit zeitweise kräftigem Wachstum einsetzte, die heute noch anhält.
| Jahr      | 1962 | 1968 | 1975 | 1982 | 1990 | 1999 | 2006 | 2011 | 2022 |
| --------- | ---- | ---- | ---- | ---- | ---- | ---- | ---- | ---- | ---- |
| Einwohner | 210  | 215  | -    | 237  | 314  | 356  | 383  | 406  | 397  |

## Kultur und Sehenswürdigkeiten
- Pfarrkirche Saint-Blaise in Boudy aus dem 12. Jahrhundert, als Monument historique eingeschrieben
- Kirche Saint-Paul im Weiler Saint-Paul aus dem 12. Jahrhundert
- Kirche Saint-Sulpice de Caillac aus dem 19. Jahrhundert
- Herrenhaus Saint-Paul aus dem 17. Jahrhundert

## Wirtschaft und Infrastruktur

### Bildung
Die Gemeinde verfügt über eine öffentliche Vor- und Grundschule mit 60 Schülerinnen und Schülern im Schuljahr 2018/2019.

### Verkehr
Boudy-de-Beauregard ist erreichbar über die Routes départementales 124, 153 und 412.